# 411 Xanthe
Xanthe (asteroide 411) é um asteroide da cintura principal com um diâmetro de 76,53 quilómetros, a 2,5939807 UA. Possui uma excentricidade de 0,1159246 e um período orbital de 1 835,75 dias (5,03 anos).
Xanthe tem uma velocidade orbital média de 17,3881763 km/s e uma inclinação de 15,35581º.
Esse asteroide foi descoberto em 7 de Janeiro de 1896 por Auguste Charlois.